# Pterocallis alnicola
Pterocallis alnicola är en insektsart. Pterocallis alnicola ingår i släktet Pterocallis och familjen långrörsbladlöss. Inga underarter finns listade i Catalogue of Life.